# Diplazium echinatum
Diplazium echinatum är en majbräkenväxtart som beskrevs av Carl Frederik Albert Christensen.
Diplazium echinatum ingår i släktet Diplazium och familjen Athyriaceae. Inga underarter finns listade.